# Iron Times
Iron Times – dziewiąty minialbum studyjny polskiego deathmetalowego zespołu Vader. Wydawnictwo ukazało się 12 sierpnia 2016 roku nakładem wytwórni muzycznej Nuclear Blast.

## Lista utworów
| Nr | Tytuł utworu                    | Długość |
| -- | ------------------------------- | ------- |
| 1. | „Parabellum”                    | 2:28    |
| 2. | „Prayer To The God Of War”      | 2:47    |
| 3. | „Pięść I Stal” (Panzer X cover) | 4:06    |
| 4. | „Overkill” (Motörhead cover)    | 4:18    |
|    |                                 | 13:39   |

## Twórcy albumu
- Piotr „Peter” Wiwczarek – gitara, śpiew
- Marek „Spider” Pająk – gitara
- Tomasz „Hal” Halicki – gitara basowa
- James Stewart – perkusja